# Edward Poynter

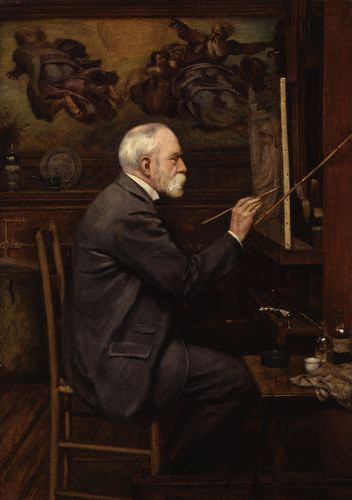
Sir Edward John Poynter retratado por Philip Burne-Jones.

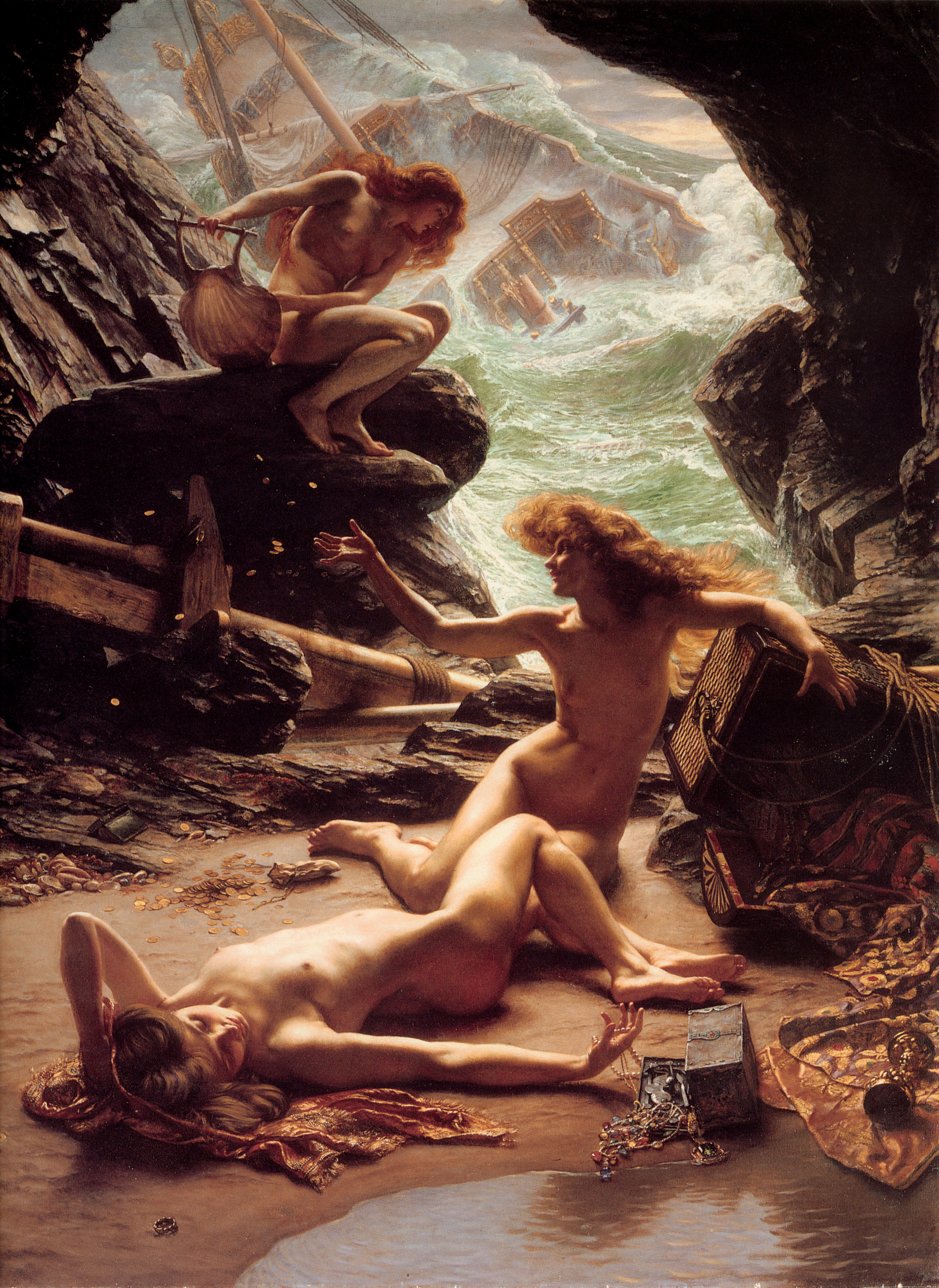
Cave of the Storm Nymphs (Gruta de las ninfas de la tempestad) dimensiones reales: 145.9 x 110.4 cm.

Edward John Poynter (París, 20 de marzo de 1836–Londres, 26 de julio de 1919) pintor inglés figurativo adscribible al academicismo aunque relacionable al prerrafaelismo.

## Biografía
Hijo de Ambrose Pynter, John Poynter desde su temprana juventud frecuentó la Ipswich School y el Brighton College, luego continuó sus estudios por gran parte de Europa (desde Londres a Roma), influido por Michelangelo al que admiraba, en sus viajes Poynter encontró a James McNeill Whistler. Se casó en 1866 con Agnes MacDonald. Fue elegido presidente de la Royal Academy en 1896. Recibió el título de Primer baronet (KB PRA) en 1902.

## Obras
Es famoso por sus cuadros de temática mitológica e histórica entre los que se encuentran:
- Orpheus and Eurydice (Orfeo y Eurídice) (1862).
- Andrómeda (1869)
- Visit of the Queen of Sheba (Visita de la Reina de Saba) (1871–75).
- King Solomon (Rey Salomón) (1890).

Retrató a celebridades de su época como Lillie Langtry, pintura que poseía Oscar Wilde